# Ámfissa
Ámfissa (Amfissa) är en prefekturhuvudort i Grekland.   Den ligger i prefekturen Fokis och regionen Grekiska fastlandet, i den centrala delen av landet, 130 km nordväst om huvudstaden Aten. Ámfissa ligger 229 meter över havet och antalet invånare är 6 854.
Terrängen runt Ámfissa är kuperad söderut, men norrut är den bergig. Ámfissa ligger nere i en dal. Runt Ámfissa är det ganska tätbefolkat, med 179 invånare per kvadratkilometer. Ámfissa är det största samhället i trakten. 